# Cordillera Huayhuash

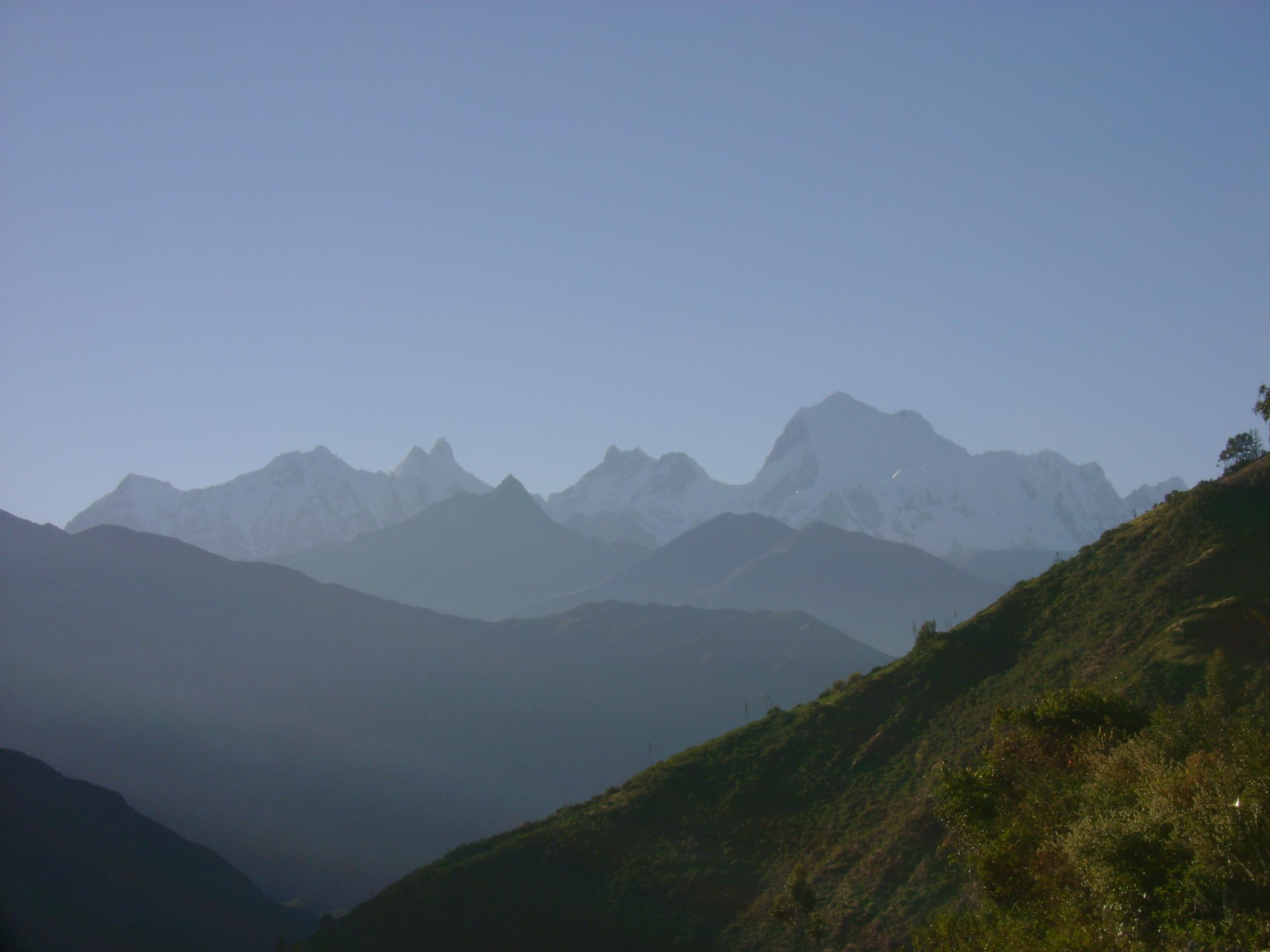
Rondoy, Jirishanca, Yerupajá Chico och Yerupajá sett från Chiquián.

Cordillera Huayhuash är en bergskedja i Anderna i Peru. Den löper från norr till söder, det viktigaste området med omkring tjugo bergstoppar ligger inom ett område med en längd av omkring 25 km, och med andra bergskedja med lägre belägna toppar mot väster med en längd av cirka 15 km. Sex toppar når en höjd av mer än 6000 m ö.h. Av topparna märks Yerupajá (6617 m), den näst högsta bergstoppen i Peru (efter Huascarán med 6768 m), och Siula Grande (6344 m), som blev känd genom boken Touching the Void av bergsklättraren Joe Simpson.
Det är den näst högsta bergskedjan i världen i tropikerna, efter Cordillera Blanca, som ligger omedelbart i norr. Fastän den är belägen 120 kilometer från Stilla havet bildar topparna en vattendelare på den sydamerikanska kontinenten, vattnet på den östra sidan rinner ut i Marañónfloden, ett betydande tillflöde till Amazonfloden.
Längs de 30 km från norr till söder finns sju bergstoppar som är högre än 6000 meter och sju bergstoppar högre än 5500 meter. Dussintals glaciärsjöar (Carhuacocha, Jahuacocha, Solterococha, Mitucocha, Jurau, bland andra) är belägna cirka 50 kilometer söder om Cordillera Blanca.

## Fotnoter och källor
1. ↑  
Simpson, Joe (1997[1988]) (på engelska). Touching the void. London: Vintage. Libris 4529154. ISBN 0-09-977101-2